# Amblygobius buanensis
Amblygobius buanensis är en fiskart som beskrevs av Herre 1927. Amblygobius buanensis ingår i släktet Amblygobius och familjen smörbultsfiskar. IUCN kategoriserar arten globalt som livskraftig. Inga underarter finns listade i Catalogue of Life.